# Fosfatidylinositol
Fosfatidylinositol (forkortet PtdIns eller PI) er en stor gruppe komplekse fosfolipider. De har en negativ elektrisk ladning på grund af fosfatidylgruppen og udgør en mindre bestanddel i cellemembraners indre lag.
Fosfatidylinositol kan fosforyleres til fosfatidylinositolfosfat (PIP), fosfatidylinositolbisfosfat (PIP2) og fosfatidylinositoltrifosfat (PIP3). PIP, PIP2 og PIP3 kaldes under ét for fosfoinositider.
| Kemi | Spire Denne artikel om kemi er en spire som bør udbygges. Du er velkommen til at hjælpe Wikipedia ved at udvide den. |